# トマス・ペレイラ

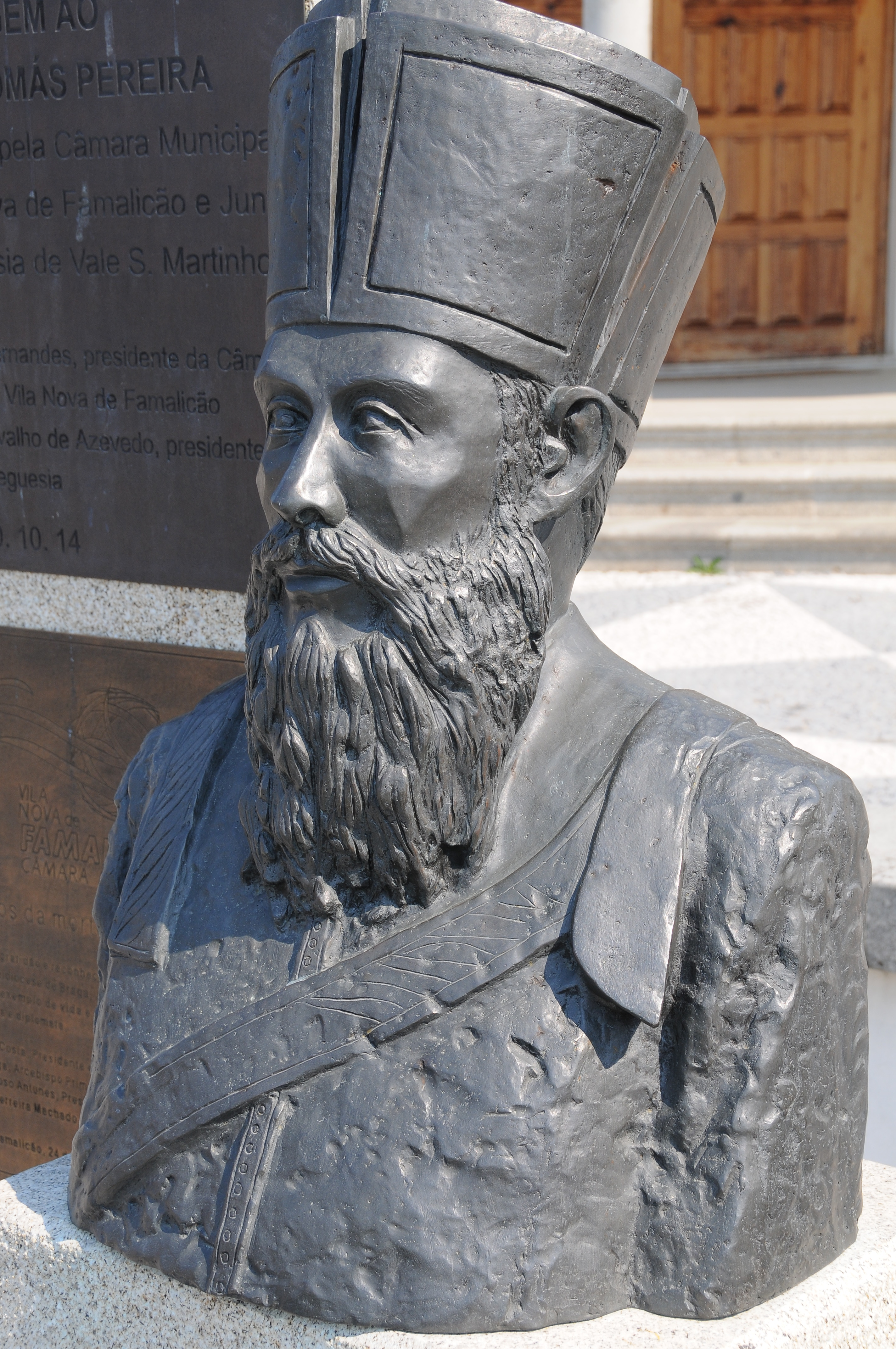
ペレイラの胸像（サン・マルティーニョ・ド・ヴァレ）

トマス・ペレイラ（Tomás Pereira 1645年11月1日 - 1708年12月24日）は、ポルトガルのイエズス会修道士。清で宣教活動を行い、康熙帝に西洋音楽を教えた。また、ネルチンスク条約の締結時に活躍した。
中国名は徐日昇(Xú Rìshēng)。

## 略歴
ペレイラはブラガ県ヴィラ・ノーヴァ・デ・ファマリカオンのサン・マルティーニョ・ド・ヴァレに生まれ、1663年にイエズス会に入会した。1666年に中国人の鄭瑪諾ら13人のイエズス会士とともにゴアに渡り、そこで学習を続けた。1672年にマカオに着き、フェルディナント・フェルビーストの推薦によって康熙帝の宮廷で西洋音楽を教えた。1688年のフェルビーストの没後、グリマルディがフェルビーストの後をついだが、グリマルディは1686年から康熙帝の使節としてヨーロッパに渡っていて不在だったため、その間ペレイラとアントワーヌ・トマが代役として欽天監で働いた。
1689年にネルチンスク条約を結ぶとき、ペレイラとジャン＝フランソワ・ジェルビヨンはソンゴトゥを助けてロシアとの通訳および交渉に従事した。
ペレイラは宣武門天主堂に大型のパイプオルガンを作った。
1692年から1695年までの間、ペレイラは中国準管区長であった。1708年に北京で没した。

## 著作
ペレイラは『律呂正義』続編の編纂に参加した。『律呂正義』は上編・下編・続編からなり（のちに乾隆帝のときに後編が作られた）、続編は西洋音楽の基礎を説明している。『律呂正義』続編はペレイラの没後、テオドリコ・ペドリーニ（徳理格）によって完成した。
- 『御製律呂正義』 続編、1713年。

『南先生行述』（アントワーヌ・トマと共著、1巻、1688年）はフェルビーストの伝記。
- 『南先生行述』1688年。